# یلیزاوتا مارتیروسیان
یلیزاوتا گئورگی مارتیروسیان (ارمنی: Ելիզավետա Գեորգիի Մարտիրոսյան؛  ۵ نوامبر ۱۹۸۶) یک بازیگر اهل ارمنستان است. وی از سال میلادی تاکنون مشغول فعالیت بوده است.

## زندگی‌نامه
وی در ۵ نوامبر ۱۹۸۶ در مسکو از والدینی به نام‌های گئورگی مارتیروسیان و تاتیانا واسیلیوا به دنیا آمد و از دانشگاه دولتی بشردوستانه روسیه و انستیتو معماری مسکو فارغ‌التحصیل شد. 

## یادداشت
1. ↑  Ռուսական պետական հումանիտար համալսարան
2. ↑  Մոսկվայի ճարտարապետության ինստիտուտ